# Schwarzwälder Trachtenmuseum
El Schwarzwälder Trachtenmuseum, el museo de trajes de la Selva Negra, fue inaugurado en 1980 en el antiguo monasterio capuchino de Haslach en el valle del Kinzig que fue construido entre 1630 y 1632.
En el transcurso de los siglos se desarrollaron muchos trajes diferentes en la Selva Negra. Muy conocido es el sombrero de pompones. El museo muestra una gran variedad de trajes influenciados por el espíritu y la moda de la época, por prosperidad, pobreza y confesión.